# دينيس روبن (مسؤول)
دينيس روبن (بالفرنسية: Denis Robin)‏ هو مسؤول فرنسي، ولد في 15 ديسمبر 1962 في رومان سور ديزير في فرنسا.